# Grunja Jefimovna Suchareva
Grunja Jefimovna Suchareva (ukrajinsky Груня Юхимівна Сухарєва; 11. listopadu 1891 Kyjev – 26. dubna 1981 Moskva) byla dětská psychiatrička ukrajinského původu. Vybudovala první školu-sanatorium pro děti s neurovývojovými potížemi, vedla katedru dětské psychiatrie v Moskvě a napsala přes 150 odborných prací. 
Jako první na světě systematicky popsala autistické rysy u dětí, včetně odlišných projevů u chlapců a dívek. Na její práci, přeložené do němčiny již roku 1926, o několik desetiletí později odborně stavěli své kazuistiky autismu Georg Frankl, Anni Weiss, Hans Asperger i Leo Kanner.

## Život

### Mládí, vzdělání a počátky profesní kariéry v Kyjevě
Grunja Jefimovna Suchareva se narodila 11. listopadu 1891 v Kyjevě. Otec, Chajim Fajteljevič Sucharev, byl úspěšný obchodník  s galanterií a matka Rachila Josifovna se věnovala charitativní práci v rámci komunitních spolků. Po absolvování kyjevského dívčího gymnázia roku 1910, nastoupila na prestižní Kyjevský ženský lékařský institut, zároveň jedinou lékařskou školu v jihozápadním okruhu, kde mohly studovat i ženy židovského vyznání. 
Již během studií se věnovala vývojové neurologii a psychopatologii dětí. V lázních Kislovodsk, kde byly hospitalizovány děti s nejasnými psychickými obtížemi, nasbírala podklady pro svou diplomovou práci Psychomotorický neklid raného věku. Široká klinická studie, obsahuje 31 kazustik dětí s popisem raných projevů sociální uzavřenosti, úzkých zájmů, stereotypie, odlišné emoční reakce, stereotypie, které i dnes spojujeme s autistickým fenotypem.
Po dokončení studií v roce 1915 Suchareva nastoupila na Dětské oddělení Kyjevské zemské nemocnice, kde působila v letech 1915–1919 zodpovídala za dětské pacienty na psychiatrickém oddělení. V roce 1919 ji vedení nemocnice jmenovalo vedoucí Subkatedry dětské defektologie – na pozici, v níž systematicky katalogizovala kazuistiky a u více než 100 dětí zaznamenala provizorní diagnostiku „autistická psychopatie (schizoidní typ)“⁴.
Během revolučních otřesů (1917–1918) udržela kontinuitu péče o pacienty a v květnu 1920, za polské ofenzívy na Kyjev, krátkodobě vykonávala funkci primářky psychiatrické kliniky, aby zajistila nepřerušený provoz léčby v krizových podmínkách. Na jaře 1921, kdy zemská nemocnice kvůli nedostatku financí omezila svůj provoz, přijala Sukharevová pozvání moskevského Psychoneurologického ústavu pro děti.[verifikovat]

## Dílo
- Suchareva, G. E.: Analýza dětských fantazií jako metoda studia emočního života dítěte. Kyjev 1921.
- Suchareva, G. E.: Schizoidní psychopatie v dětském věku. In: Otázky pedologie a dětské psychoneurologie, sv. 2, s. 157–187. Moskva 1925.
- Suchareva, G. E.: Die schizoiden Psychopathien im Kindesalter. In: Monatsschrift für Psychiatrie und Neurologie 60, s. 235–261. Berlin 1926. DOI 10.1159/000190478
- Suchareva, G. E.: Die Besonderheiten der schizoiden Psychopathien bei den Mädchen. In: Monatsschrift für Psychiatrie und Neurologie 62, s. 171–185. Berlin 1927. DOI 10.1159/000166291
- Suchareva, G. E.: K problematice struktury a dynamiky dětských konstitučních psychopatií (schizoidní formy). In: Žurnal nevropatologii i psichiatrii 30, č. 6, s. 64–74. Moskva 1930.
- Suchareva, G. E.: Zvláštnosti struktury defektu při různém průběhu schizofrenie (u dětí a dospívající). In: Nevropatologie, psychiatrie, psychohygiena IV/II, s. 57–62. Moskva 1935.
- Suchareva, G. E.: Klinická schizofrenie u dětí a dospívajících. In: Gosmedizdat Ukrajinské SSR, část 1, s. 107. Charkov 1937.
- Suchareva, G. E.: Klinická epilepsie u dětí a dospívajících. In: Problémy teoretické a praktické medicíny, s. 234–261. Moskva 1938.
- Suchareva, G. E.: Klinické přednášky z dětské psychiatrie. In: Medicina, Sv. 1, s. 459. Moskva 1955.
- Suchareva, G. E.: Klinické přednášky z dětské psychiatrie. In: Medicina, Sv. 2, s. 406. Moskva 1959.
- Suchareva, G. E.; Lapides, M. I.: O činnosti psychoneurologické poradny pro děti a dospívající při psychoneurologickém dispenzáři a dětské poliklinice. Moskva 1959.